# Schaqija-Qaschy-Moschee
Die Schaqija-Qaschy-Moschee (kasachisch Жақия Қажы мешіті Schaqija Qaschy meschiti, russisch Мечеть Жакия Кажы) ist eine Moschee in der kasachischen Stadt Kökschetau.

## Geschichte
Die Moschee wurde gegen Ende des 19. Jahrhunderts erbaut. Die genaue Bauzeit ist nicht bekannt, auf einem Stadtplan aus dem Jahr 1893 ist das Gebäude als neu erbaute Moschee verzeichnet. Erbaut wurde sie im tatarischen Viertel der Stadt, das hauptsächlich von Tataren bewohnt wurde, die aus Kasan stammten. Viele von ihnen waren wohlhabende Handelsleute, auf deren Kosten die Moschee erbaut wurde. Die Baumeister und Planer kamen aus Kasan, die Arbeiten führten lokale Handwerker aus.
In den 1920er Jahren wurden die meisten Kirchen und Moscheen in der Sowjetunion von den Bolschewiki geschlossen und anschließend entweder abgerissen oder umgenutzt. So wurde 1920 das Minarett der Schaqija-Qaschy-Moschee abgerissen und das Gebäude profaniert. Zwischen 1941 und 1945 waren hier Militäreinheiten untergebracht und zwischen 1947 und 1974 das Regionalmuseum für Geschichte und Tradition. Danach diente es dem regionalen Dramatheater und schließlich als Zweigstelle der nationalen Kunstausstellung. In den 1980er Jahren war Schaqija Beissenbajew Imam in Kökschetau, der sich für die Rückgabe der Moschee einsetzte.
1989 beschloss das städtische Exekutivkomitee die Rückgabe der ehemaligen Moschee an die muslimische Gemeinde. Im Zuge der umfangreichen Renovierungsarbeiten wurde das Minarett restauriert und die Büroräume erweitert. Die Moschee wurde nach Nauan Chasiret (1843–1916), einem ehemaligen örtlichen religiösen Führer benannt. Während des Sturmes am 26. April 2014 stürzte das Minarett der Moschee herunter; es wurde später wieder an seinem Platz angebracht. Mit der Fertigstellung einer neuen Moschee in Kökschetau im Jahr 2015 wurde diese Moschee nach Schaqija Beissenbajew benannt, die neue Moschee heißt seitdem Nauan-Chasiret-Moschee. Heute ist das Gebäude der Moschee ein Denkmal des historischen und kulturellen Erbes der Stadt. 

## Architektur
Die Moschee ist ein typisches Beispiel für die Bauweise tatarischer Moscheen; das Minarett befindet sich nicht neben dem Gebäude, sondern auf dem Dach. Es befindet sich hier an der östlichen Seite des Walmdaches und hat eine achteckige Grundform. Nach oben hin wird des von einem Helmdach abgeschlossen. Auf der westlichen Seite des Daches befindet sich eine kleine Kuppel. Die Wände bestehen aus mit Brettern ummantelten Baumstämmen.